# Gignéville
Gignéville är en kommun i departementet Vosges i regionen Grand Est (tidigare regionen Lorraine) i nordöstra Frankrike. Kommunen ligger i kantonen Monthureux-sur-Saône som tillhör arrondissementet Épinal. År 2022 hade Gignéville 76 invånare.

## Befolkningsutveckling
Antalet invånare i kommunen Gignéville
| Referens: INSEE |